# پاکو پنا (بازیکن فوتبال)
پاکو پنا (انگلیسی: Paco Peña؛ زادهٔ ۲۵ ژوئیهٔ ۱۹۷۸) بازیکن فوتبال اهل اسپانیا است.
از باشگاه‌هایی که در آن بازی کرده‌است می‌توان به باشگاه فوتبال هرکولس، باشگاه فوتبال لوانته، باشگاه فوتبال آلباسته بالومپیه، و باشگاه فوتبال رئال مورسیا اشاره کرد.